# Улица 31 августа 1989 года
Улица 31 августа 1989 года (рум. Strada 31 August 1989) — улица в историческом центре города Кишинёва, проходящая через столичные сектора Центр и Боюканы. Улица начинается от пересечения улиц Долины Роз и Хрушкэ и заканчивается улицей Алексея Щусева.

## История

### Российская империя
Улица 31 августа 1989 года была запланирована к строительству в период создания первого градостроительного плана Кишинёва, сделанного инженером-землеустроителем М. П. Озмидовым. Эта улица стала одной из первых улиц нового города. Прокладка была осуществлена в 1818 году. Первое название — улица Киевская — было дано в честь Киевского полка Русской императорской армии, который в своё время разбил бивак на месте нынешней улицы. В то же самое время был заложен Публичный сад, который выходит на улицу 31 августа 1989 года и в настоящее время. 
В течение первой половины XIX века на улице были построены жилые здания, в которых селилась городская знать. Эти дома не сохранились до нашего времени. С этого исторического периода до настоящего момента сохранились только два здания: дом № 100, который был построен, как часть городского поместья, и возведённое в 1833 году здание Кишинёвской мужской гимназии, которое стало первым средним учебным заведением во всей Бессарабии. Также на улице размещалось Армянское подворье, которое не сохранилось.
Во второй половине XIX века начался процесс перестройки и сноса старых зданий, а также появления новых. Многие здания этого периода сохранились до настоящего времени. В этот период Армянское подворье было ликвидировано. В 1862 году было выстроено здание Духовной семинарии (дом № 78 на углу с улицей Митрополита Гавриила Бэнулеску-Бодони). В 1876 году, возможно, по проекту архитектора Александра Бернардацци, был построен новый жилой дом № 96. Дом № 100 был перестроен Александром Бернардацци, именно в этом виде он дошёл до нашего времени. В 1891 году была построена церковь Святого Пантелеймона, возведённая на средства братьев Ивана и Виктора Синадино архитектором Александром Бернардацци. В 1899 году ряд жилых построек на улице были снесены, вместо них в 1899—1900 годах было построено здание Второй женской гимназии, учреждённой княгиней Н. Г. Дадиани (сейчас Национальный музей изобразительного искусства Республики Молдова). Помимо новых жилых домов, на улице в начале XX века находились редакция правой газеты «Друг» и губернское жандармское управление. В 1902 году была открыта 3-я мужская гимназия (дом № 68). В 1915 году в доме № 161 жил барон А. Ф. Стуарт.

### Королевство Румыния
В 1918 году, когда Бессарабия была присоединена к Румынии, название улицы было румынизировано в Киевулуй. В 1924 году румынская администрация города переименовала улицу в честь правившего в те годы в Румынии короля Фердинанда I — улица Короля Фердинанда I. В это время улица была удлинена, приблизительно на 400 метров — в состав улицы был включён участок от нынешней улицы Чуфля до места, где находится нынешняя улица Долина Роз.
В этот период на улице стали появляться государственные учреждения. Это были Военный трибунал 3-го корпуса румынской армии (разрушен в годы Великой Отечественной войны, находился на углу нынешней улицы Марии Чеботарь), Управление по рекрутскому набору (дом № 9), Жандармский инспекторат (дом № 101), Муниципальная санитарная служба второго округа (дом № 69). На улице также возникли новые учебные заведения: Учительское училище (дом № 72), Французский женский лицей имени Жанны д’Арк (на месте нынешнего театр кукол «Ликурич», дом № 121), Промышленная гимназия (дом № 113, не сохранилась) и два детских сада. На улице были размещены две еврейские организации — Сионистская спортивная организация (на месте нынешнего Теоретического лицея «Минерва», дом № 52) и Союз израэлитских кооперативов (дом № 56). Также на улице были размещены множество торговых точек, фирм по оказанию различных услуг населению и даже мельница.

### Советский Союз
В 1944 году, после освобождения города от румынских и немецких захватчиков, улице было возвращено изначальное название — Киевская. Также улица была сокращена — её границей стала улица Чуфля.
После войны облик улицы очень резко меняется. Вначале на ней стали размещать различные тресты и другие государственные организации, а также был размещён военкомат (дом № 13). В 1960-е годы на улице началось строительство и открытие в старых зданиях самых различных учреждений. Помимо военкомата, на улице были размещены различные объединения и организации, Ленинский райсовет и районный жилкомотдел (дом № 97), обувная фабрика, сберегательные кассы. Большая часть размещённых в этот период на улице организаций была учебными, культурными и медицинскими учреждениями. Были открыты Городская дезинфекционная станция (дом № 70), горсанэпидстанция (дом № 70а), физиолечебница (дом № 87), аптека (дом №111) 1-я горбольница и больница скорой помощи (дом № 157).
В 1961 году было построено новое здание Республиканской библиотеки имени Н. К. Крупской. В период с 1964 по 1967 год было построено здание Дома печати (на углу улицы Пушкина). Больше в период 1960-х годов на улице ничего нового не было возведено, но прибавилось количество организаций, которые расположились в старых зданиях. Так на улице были размещены Центральная диспетчерская (на углу Болгарской улицы), Союзы писателей, архитекторов и композиторов Молдавии (в настоящее время также находятся на улице), театр кукол и другие культурных и учебных заведений, включая Дворец пионеров и Автодорожный техникум.
В 1970-е и 1980-е годы из государственных учреждений на улице сохранился Ленинский райвоенкомат (дом № 13). В 1975 году было построено современное здание Дома писателей (дом № 98). В 1975 году была построена и открыта одна из самых известных гостиниц Кишинёва — «Кодру» (дом № 127). В 1983 году был создан Национальный музей истории Молдовы в здании бывшей Кишинёвской мужской гимназии (дом № 121а).

### Современный период
В 1990 году, в эпоху Перестройки, улицу снова переименовали в улицу 31 Августа 1989 года, в честь принятого в этот день закона о переходе молдавского языка на латиницу. Также был возвращён в состав улицы участок до пересечения улиц Долины Роз и Хрушкэ. На настоящий момент протяжённость улицы 31 Августа 1989 года составляет примерно 3245 метров.
На улице в настоящее время из официальных учреждений располагаются здание Министерства иностранных дел и европейской интеграции (в здании бывшего Горкома партии, дом № 80), офисы ЮНИСЕФ и ПРООН в Молдове, Национальная библиотека Молдовы (бывшая Библиотека имени Н. К. Крупской). На развилке с улицами Щусева и Александра Лэпушняну находится Бессарабская митрополия.